# Botfei
Botfei – wieś w Rumunii, w okręgu Arad, w gminie Hășmaș. W 2011 roku liczyła 280 mieszkańców. 